# وسط الستر (دائرة انتخابية في المملكة المتحدة)
وسط الستر  (بالإنجليزية: Mid Ulster)‏ هي إحدى الدوائر الانتخابية في المملكة المتحدة الممثلة في مجلس العموم في برلمان المملكة المتحدة.
عضو البرلمان الذي يمثلها حالياً هو :Mr Martin McGuinness (SF).